# Afat voyages
Pour les articles homonymes, voir Afat.
 (juillet 2010).
Si vous disposez d'ouvrages ou d'articles de référence ou si vous connaissez des sites web de qualité traitant du thème abordé ici, merci de compléter l'article en donnant les références utiles à sa vérifiabilité et en les liant à la section « Notes et références ».
Afat Voyages était un groupement coopératif français d'agences de voyages, créé en 1989. Le réseau a fusionné avec Selectour en 2010 pour donner naissance à Selectour Afat, puis Selectour en 2016. 

## Histoire

### Afat Voyages
L'idée de créer un réseau regroupant des agences de voyages indépendantes afin de concurrencer le réseau Selectour vient de Bernard Thierry, alors directeur commercial du mini-réseau Argos Voyages à Nantes (7 agences). Début 1987, 11 agences (Argos Voyages (7), Nantes Voyages, Loire Océan Voyages, Ancenis Voyages, Austral Voyages...) ont été réunies. 6 mois après une 13e est venue rejoindre les rangs : BIP Voyages, dirigée par Jean-Marie Duchet, qui a ensuite déposé les statuts de l'association. Seuls les noms des propriétaires en propre ont été indiqués dans les membres fondateurs (d'où l'absence de Bernard Thierry dans les statuts). 
« Afat » signifiait à l'origine « Association française des agences de tourisme ». Le nom a ensuite évolué avec l'ajout du terme « Voyages » afin de marquer clairement l'appartenance de la marque au milieu du tourisme. Aujourd'hui[précision nécessaire], le réseau Afat Voyages communique sur une signification légèrement différente de l'acronyme « Afat » : « Agences françaises d'affaires et tourisme ». 
Afat Voyages réunit des entreprises indépendantes qui ont fait le choix de se regrouper en « réseau ». Ce regroupement leur permet d'être mieux représentées face aux tours opérateurs ou voyagistes, et de bénéficier d’économies d’échelle, d’une meilleure capacité d’achat, de mutualiser leurs investissements technologiques et de communiquer de manière harmonieuse. Ainsi, ces agences indépendantes accroissent leur efficacité opérationnelle, leur productivité et proposent de meilleurs prix à leurs clients.
Créée en 1988 (les statuts en été déposés en 1987-1988), Afat Voyages est le premier réseau français d’agences indépendantes avec 621 points de vente, 354 licences et un volume d’affaires en 2007 de 1 400 000 000 d'euros[réf. nécessaire].

### Fusion
Les deux réseaux Afat Voyages et Selectour Voyages ont fusionné en 2010 pour donner naissance à Selectour Afat.

## La direction
Selectour est actuellement présidé par Laurent Abitbol. Elu en 2016, il est également propriétaire du réseau Havas Voyage.

## 1erréseaufrançais d'agences de voyages
Le  9 avril 2009, le site en ligne des Échos annonçait la fusion des deux principaux réseaux d'agences de voyages, Afat Voyages et Selectour. Le site affirme que « le démarrage opérationnel (du nouveau réseau) est prévu en janvier 2010 » en regroupant « quelque 1 170 agences de voyages ». Il sera alors premier réseau d'agence de voyages en France.